# 비노, 달리자
"비노, 달리자"(Run, Vino)는 한국에서 제작된 홍동명 감독의 2007년 드라마, 멜로/로맨스 영화이다. 이채은 등이 주연으로 출연하였다.

## 출연

### 주연
- 이채은
- 이소윤
- 장문규

## 기타
- 조명: 조방현
- 녹음: 고아영
- 믹싱: 이승택
- 미술: 김인남